# Hutablage

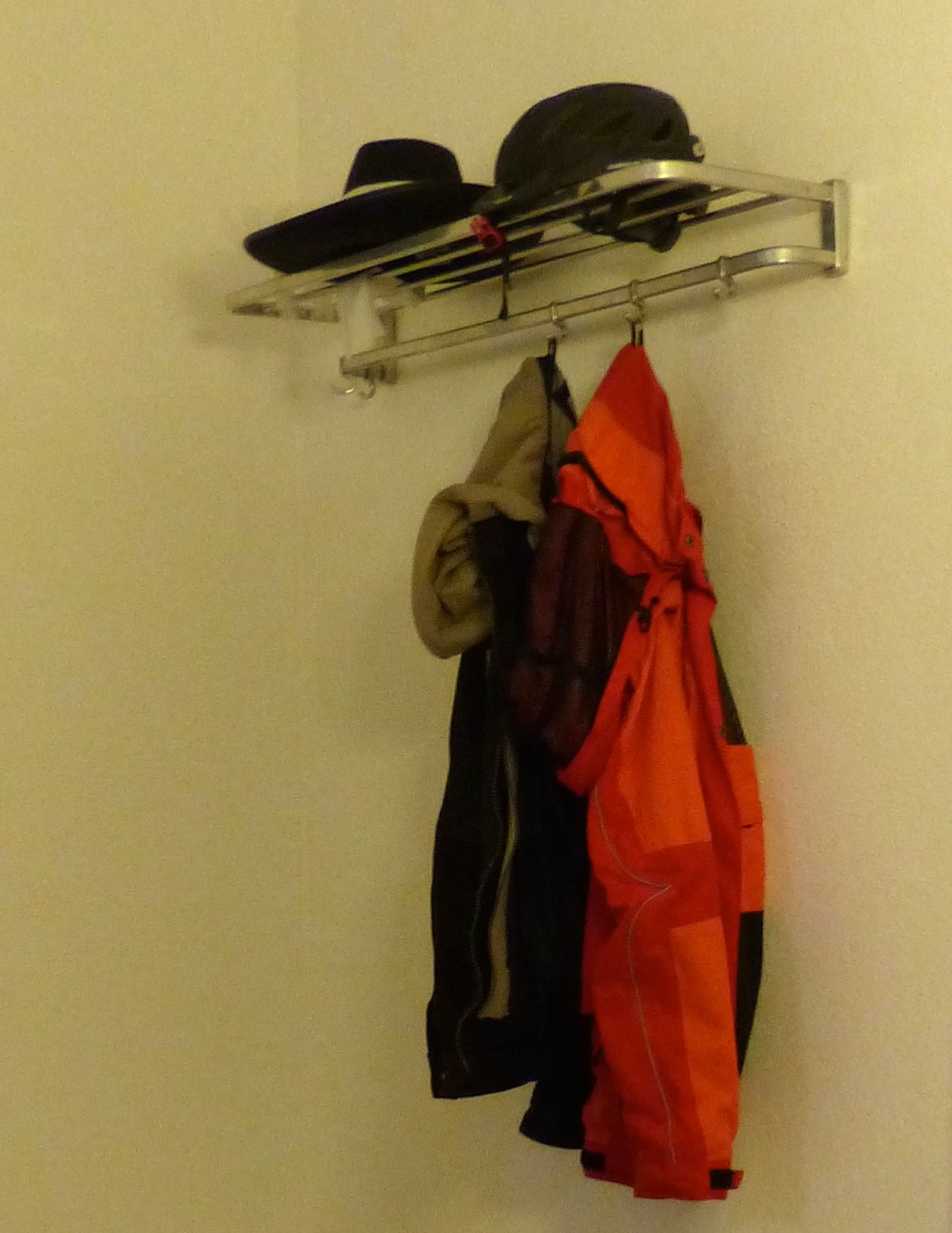
Hutablage an einer Garderobe

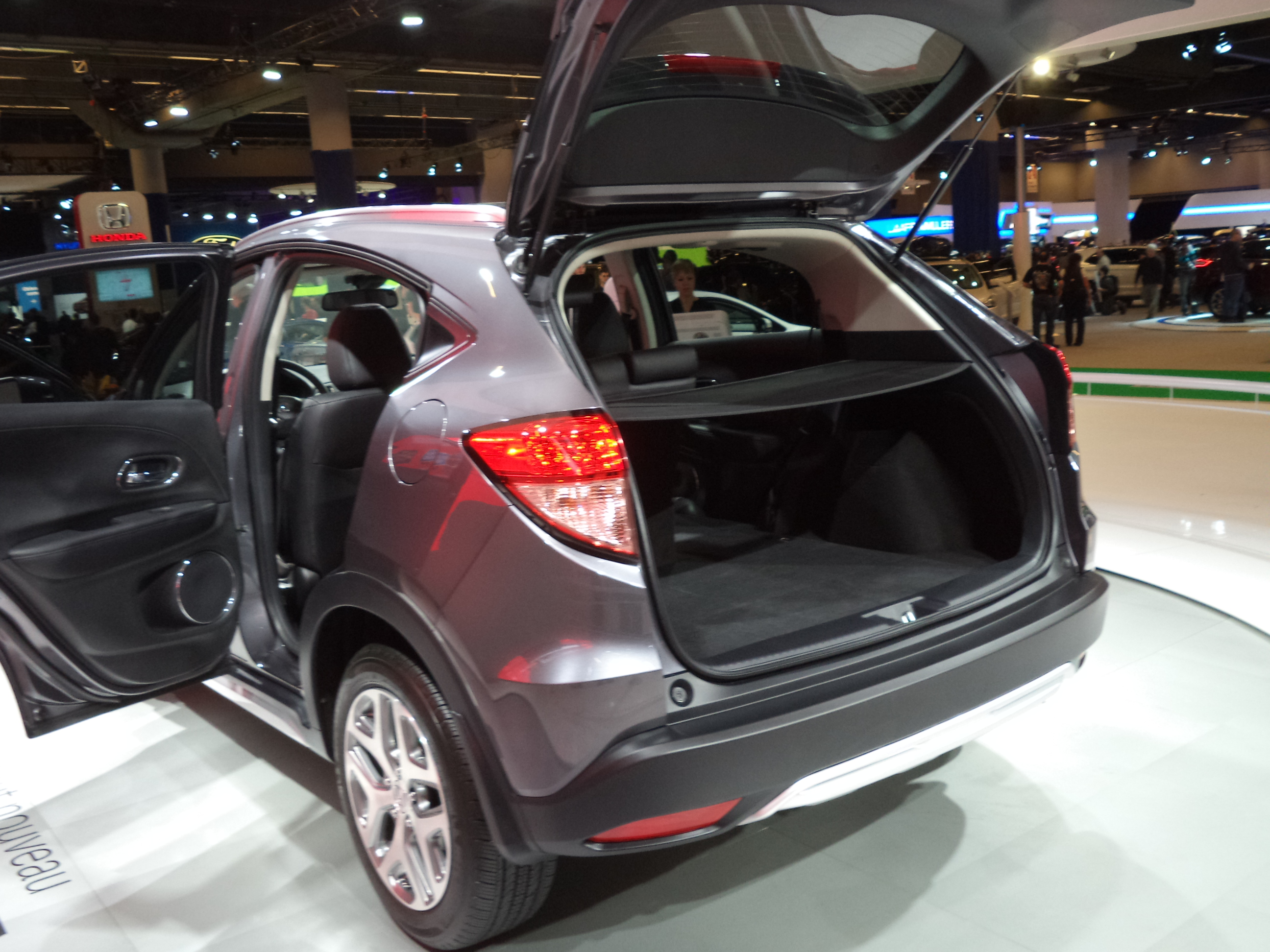
Hutablage in einem Kofferraum

Eine Hutablage bezeichnet in einer Garderobe den Bereich für die Ablage von Hüten, gewöhnlich oberhalb der Kleidung.
Auch der waagerechte Bereich im Automobil zwischen Heckscheibe und Rücksitzlehne wird als Hutablage oder Heckablage bezeichnet. Ursprünglich war die Hutablage zum Ablegen von Kopfbedeckungen wie Hüten oder Mützen gedacht, wird heute jedoch oft zweckentfremdet; sie war ein beliebter Abstellplatz für den Wackeldackel oder einen gehäkelten Klopapierhut. Im Bereich des Fahrzeugtunings wird sie meist individuell modifiziert und mit Lautsprecherboxen für die Stereoanlage versehen. Man spricht daher dann auch von einem Soundboard.